# Стрибки у воду на Чемпіонаті світу з водних видів спорту 2015 — синхронна вишка, 10 метрів (чоловіки)
Змагання зі стрибків у воду з десятиметрової синхронної вишки серед чоловіків на Чемпіонаті світу з водних видів спорту 2015 відбулись 26 липня.

## Результати
Попередній раунд розпочався о 10:00. Фінал розпочався о 19:30.
Зеленим позначено фіналістів
| Місце | Країна          | Стрибунs                            | Попередній раунд | Попередній раунд | Фінал  | Фінал |
| Місце | Країна          | Стрибунs                            | Очки             | Місце            | Очки   | Місце |
| ----- | --------------- | ----------------------------------- | ---------------- | ---------------- | ------ | ----- |
| 1     | Китай           | Чень Айсень Лінь Юе                 | 470.13           | 1                | 495.72 | 1     |
| 2     | Мексика         | Іван Гарсія Херман Санчес           | 419.19           | 5                | 448.89 | 2     |
| 3     | Росія           | Роман Ізмайлов Віктор Мінібаєв      | 443.07           | 3                | 441.33 | 3     |
| 4     | Україна         | Максим Долгов Олександр Горшковозов | 419.07           | 6                | 436.50 | 4     |
| 5     | США             | Девід Бодая Стіл Джонсон            | 451.02           | 2                | 436.35 | 5     |
| 6     | Німеччина       | Патрік Гаусдінґ Саша Кляйн          | 421.92           | 4                | 431.34 | 6     |
| 7     | Південна Корея  | Кім Йон Нам У Ха Рам                | 417.24           | 7                | 421.80 | 7     |
| 8     | Колумбія        | Віктор Ортега Серна Хуан Ріос       | 409.92           | 8                | 405.03 | 8     |
| 9     | Велика Британія | Джеймс Денні Метті Лі               | 379.86           | 12               | 396.84 | 9     |
| 10    | Малайзія        | Чев Ївей Цзи Лян Оой                | 383.40           | 11               | 386.52 | 10    |
| 11    | Північна Корея  | Хьон Іль Мьонг Кім Сун Бом          | 385.08           | 10               | 378.18 | 11    |
| 12    | Австралія       | Домонік Бедгуд Джеймс Коннор        | 388.80           | 9                | 375.12 | 12    |
| 13    | Білорусь        | Вадим Каптур Євгеній Корольов       | 373.92           | 13               |        |       |
| 14    | Канада          | Філіпп Ганьє Вінсан Ріндо           | 372.78           | 14               |        |       |
| 15    | Куба            | Хейнклер Агірре Хосе Герра          | 367.38           | 15               |        |       |
| 16    | Італія          | Франческо дель Уомо Майкол Верцотто | 362.55           | 16               |        |       |
| 17    | Венесуела       | Оскар Аріса Роберт Паес             | 344.70           | 17               |        |       |
| 18    | Норвегія        | Філіп Девор Даніель Єнсен           | 342.87           | 18               |        |       |
| 19    | Бразилія        | Жаксон Олівейра Ізаак Соуза         | 335.91           | 19               |        |       |
| 20    | Індонезія       | Андріян Андріян Адітйо Путра        | 311.97           | 20               |        |       |